# 김해 유하패총
김해 유하패총(金海 柳下貝塚)은 대한민국 경상남도 김해시 유하동에 있는 패총이다. 1979년 5월 7일 경상남도의 기념물 제45호 유하패총으로 지정되었다가, 2018년 12월 20일 현재의 명칭으로 변경되었다.

## 개요
유하마을 뒷산 일원에 분포되어 있는 선사시대의 유적으로써 일부 하손부락 뒷산의 동남단에 형성되어 있는 이 유하패총은 우리나라 역사상 기원 전 후기에 해당되는 초기철기시대에 살던 사람들이 조개를 먹고 버림으로써 이루어진 조개무지이다. 정식으로 발굴 조사가 되지 않아 정확한 유적의 성격은 알 수 없으나 넓은 범위에 걸쳐 있음을 알 수 있고 지표면에 흩어져 있는 조개껍질로 볼때 주로 굴껍질이 대부분을 이루고 있을 것으로 보고 있다. 이는 김해일대에 분포하고 있는 다른 패총 유적과 거의 같은 시기에 형성되었을 것으로 추정된다.

## 참고 문헌
- 유하패총 - 국가유산청 국가유산포털